# Nezumia bairdii
Nezumia bairdii es una especie de pez de la familia Macrouridae en el orden de los Gadiformes.

## Morfología
• Los machos pueden llegar alcanzar los 40 cm de longitud total.

## Alimentación
Come anfípodos, poliquetos, cochinillas de la humedad y copépodos.

## Depredadores
Es depredado por pez espada ( Xiphias gladius ).

## Hábitat
Es un pez maríno de aguas  subtropicales y profundas que vive entre 16-1.000 m de profundidad.(Aunque, normalmente, lo hace entre 90 a 700 y, también, ha sido encontrado en 2.295).

## Distribución geográfica
Se encuentra desde Terranova hasta Florida (Estados Unidos ).

## Longevidad
Puede llegar a vivir hasta los 11 años.